# Rob Paulsen
Rob Paulsen, właśc. Robert Fredrick Paulsen III (ur. 11 marca 1956 w Detroit) – amerykański aktor głosowy i piosenkarz.

## Filmografia
- Animaniacy jako Yakko Warner
- Balto II: Wilcza wyprawa jako Terrier / Sumac / Wolverine #2
- Dzwoneczek i sekret magicznych skrzydeł jako Bobble
- Dzwoneczek i tajemnica piratów jako Bobble
- Dzielny Agent Kaczor jako Zakuty Dziób
- Goofy na wakacjach jako P.J. Pete
- Gumisie jako Gusto
- Historie biblijne jako Moki
- Jeździec srebrnej szabli jako Jeździec srebrnej szabli
- Jonny Quest
- Kopciuszek II: Spełnione marzenia jako Jacek / stary książę / piekarz
- Kosmokoty
- Krowy na wypasie
- Królewna Śnieżka
- Laboratorium Dextera jako Major Glory, Puppet Pal Mitch
- Lego Star Wars: Padawańskie widmo
- Looney Tunes: Kto dogoni Królika
- Łowcy smoków
- Mała Syrenka 2: Powrót do morza
- Metal Gear Solid 4: Guns of the Patriots
- Mickey, Donald, Goofy: Trzej muszkieterowie jako Trubadur
- Motomyszy z Marsa jako Throttle
- Oczy ognia jako Jewell Buchanan
- Pies Bajer i kundelki jako Pies Bajer
- Pinky, Elmira i Mózg jako Pinky
- Pinky i Mózg jako Pinky
- Planeta Sheena
- Potężne Kaczory
- Potswoth – marzyciel z krainy snów
- Pradawny ląd
- Pradawny ląd 2: Przygoda w Wielkiej Dolinie jako Szpic / Strut / Chomper
- Pradawny ląd 3: Czas wielkich darów
- Pradawny ląd 4: Podróż przez mgły
- Pradawny ląd 5: Tajemnicza wyspa
- Pradawny ląd 7: Kamień zimnego ognia
- Pradawny ląd 8: Wielki chłód
- Pradawny ląd 9: Wyprawa nad Wielką Wodę
- Pradawny ląd 10: Wielka wędrówka Długoszyjców jako Spike
- Pradawny ląd 11: Inwazja Minizaurów
- Pradawny ląd 12: Dzień Lataczy
- Pradawny ląd 13: Mądrość przyjaciół
- Przygody Animków
- Pupilek jako Ian Wazselewski
- Scooby Doo i bracia Boo
- Scooby-Doo i oporny wilkołak
- Scooby Doo: Koszmarne bramki
- Spider-Man jako Morris Bench/Hydro-Man
- Tom i Jerry: Szybcy i kudłaci
- Valorianie i dinozaury
- Wesoły elf jako Eubie
- Wielka przygoda prosiaczka Wilbura: Sieć Charlotty 2
- Wielkie zawody w Przystani Elfów
- Wojownicze Żółwie Ninja
- Zielona Latarnia: Pierwszy lot
- Zielona Latarnia

## Nagrody i nominacje

### Annie Awards
- 2006: Nominacja do Nagrody Annie w kategorii najlepsza rola głosowa w animowanej produkcji telewizyjnej – Wesoły elf (2005) jako głos Eubie.
- 2005: Nominacja do Nagrody Annie w kategorii rola głosowa w animowanej produkcji fabularnej – Mickey, Donald, Goofy: Trzej muszkieterowie (2004) jako głos Trubadura.
- 1999: Wygrana w kategorii wybitne indywidualne osiągnięcie za rolę głosową w animowanej produkcji telewizyjnej  – Pinky, Elmira i Mózg (1998) za rolę Pinkiego.
- 1998: Nominacja do Nagrody Annie w kategorii wybitne indywidualne osiągnięcie za rolę głosową w męskim wykonaniu w animowanej produkcji telewizyjnej  – Pinky i Mózg (1995) za rolę Pinkiego.
- 1997: Wygrana w kategorii najlepsze indywidualne osiągnięcie za rolę głosową w męskim wykonaniu w produkcji telewizyjnej – Pinky i Mózg (1995) za rolę Pinkiego[1].
- 1996: Wygrana w kategorii najlepsze indywidualne osiągnięcie za rolę głosową – Pinky i Mózg (1995) za rolę Pinkiego.
- 1995: Nominacja do Nagrody Annie w kategorii rola głosowa w animacji – Animaniacy (1993) jako głos Yakko Warnera.